# Santa Rita (Panamá Oeste)
Santa Rita es un corregimiento del distrito de La Chorrera en la provincia de Panamá Oeste, República de Panamá. La localidad tiene 2445 habitantes (2023).
Aunque no se conoce el decreto o ley que creó el corregimiento, se estima que se origina en la finca de la señora Delia Miró, quién vendió dicha propiedad al gobierno nacional el 12 de febrero de 1937 por la suma de 6 mil balboas. El corregimiento limita al norte con el corregimiento de Hurtado, al sur con el corregimiento de Feuillet, al este con el corregimiento de El Coco y al oeste con los corregimientos de Obaldía y Los Díaz.